# Quamtana umzinto
Quamtana umzinto är en spindelart som beskrevs av Huber 2003. Quamtana umzinto ingår i släktet Quamtana och familjen dallerspindlar. Inga underarter finns listade i Catalogue of Life.